# Eddie Marsan

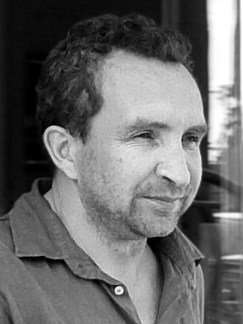
Eddie Marsan (2009)

Eddie Marsan (* 9. Juni 1968 in Bethnal Green, London) ist ein britischer Schauspieler.

## Leben
Marsan absolvierte eine Lehre als Drucker in Bethnal Green, bevor er die Mountview Academy of Theatre Arts besuchte und – nach dem Abschluss im Jahr 1991 – eine Karriere als Schauspieler begann. Seine ersten Arbeiten als Schauspieler erhielt er in Fernsehproduktionen wie The Bill und Casualty. Im Bill-Murray-Vehikel Agent Null Null Nix hatte er 1997 seinen ersten Auftritt in einer großen Filmproduktion. In der folgenden Zeit trat er in Film- und Fernsehproduktionen in Charakterrollen in Erscheinung.
Zu seinen bekanntesten Rollen gehören seine Auftritte im Film 21 Gramm, für den er den PFCS Award der Filmkritiker von Phoenix, Arizona erhielt, und als Reg in Mike Leighs oscarnominiertem Film Vera Drake, der ihm einen British Independent Film Award als bester Nebendarsteller einbrachte. Von der Kritik gelobt wurde auch seine Rolle als bester Freund des letzten Henkers Englands im Film Pierrepoint aus dem Jahr 2006. Hierfür wurde er von der Vereinigung der Londoner Filmkritiker als bester Nebendarsteller für einen ALFS Award nominiert. Auch seine Darstellung des Fahrlehrers Scott in Mike Leighs Happy-Go-Lucky (2008) wurde von der Kritik als „brillant“ gelobt. Daneben machte er oft in Hollywood-Großproduktionen in Charakterrollen auf sich aufmerksam.
Eddie Marsan ist seit dem 1. Juni 2002 mit der Visagistin Janine Schneider verheiratet. Das Paar hat vier Kinder und wohnt in London.

## Filmografie (Auswahl)
- 1997: Get Well Soon (Fernsehserie, fünf Folgen)
- 1997: More Is Less (Fernsehfilm)
- 1997: Agent Null Null Nix (The Man Who Knew Too Little)
- 1998: Schuld und Sühne (Crime and Punishment, Fernsehfilm)
- 1998: B. Monkey
- 1999: Lover oder Loser (This Year’s Love)
- 1999: Janice Beard 45 WPM
- 1999: Second Sight – Mit anderen Augen: Kain und Abel (Second Sight, Fernsehfilm)
- 1999: Mad Cows
- 2000: Gangster No. 1
- 2000: Peaches
- 2001: The Bunker – Der Feind ist nicht dort draussen (The Bunker)
- 2002: Gangs of New York
- 2003: 21 Gramm (21 Grams)
- 2004: Vera Drake
- 2004: Silent Witness (Fernsehserie, 2 Folgen)
- 2005: Das geheime Leben der Worte (The Secret Life of Words)
- 2005: Shadow of the Sword – Der Henker (The Headsman)
- 2005: Pierrepoint
- 2005: Beowulf & Grendel
- 2005: V wie Vendetta (V for Vendetta)
- 2005: The New World
- 2006: The Illusionist
- 2006: Miami Vice
- 2006: Mission: Impossible III
- 2006: Sixty Six
- 2007: I Want Candy
- 2008: Richard Hasenfuß – Held in Chucks (Faintheart)
- 2008: Happy-Go-Lucky
- 2008: Hancock
- 2008: Ich & Orson Welles (Me and Orson Welles)
- 2008: Klein Dorrit (Little Dorrit, Fernsehserie)
- 2009: Spurlos – Die Entführung der Alice Creed (The Disappearance of Alice Creed)
- 2009: Sherlock Holmes
- 2010: Der Kuss des Sandmanns (Thorne: Sleepyhead)
- 2010: Die Tränen des Mörders (Thorne: Scaredy Cat)
- 2010: Law & Order: UK (Fernsehserie, zwei Folgen)
- 2010: London Boulevard
- 2010–2011: Moby Dick (Fernsehzweiteiler, alle Folgen)
- 2011: Tyrannosaur – Eine Liebesgeschichte (Tyrannosaur)
- 2011: Sherlock Holmes: Spiel im Schatten (Sherlock Holmes: A Game of Shadows)
- 2011: Gefährten (War Horse)
- 2012: I, Anna
- 2012: Snow White and the Huntsman
- 2012: The Best of Men (Fernsehfilm)
- 2013: Jack and the Giants (Jack the Giant Slayer)
- 2013: The World’s End
- 2013–2020: Ray Donovan (Fernsehserie, 80 Folgen)
- 2013: Drecksau (Filth)
- 2013: Mr. May und das Flüstern der Ewigkeit (Still Life)
- 2014: Leben und Sterben in God’s Pocket (God’s Pocket)
- 2014: X+Y
- 2015: Jonathan Strange & Mr Norrell (Fernsehserie, sieben Folgen)
- 2015: River (Fernsehserie, sechs Folgen)
- 2016: A Kind of Murder
- 2016: The Limehouse Golem
- 2016: The Exception
- 2016: Ihre beste Stunde (Their Finest)
- 2017: Urban Myths (Fernsehserie 1x01 Bob Dylan: Knockin’ on Dave’s Door)
- 2017: Atomic Blonde
- 2017: The Secret Man (Mark Felt: The Man Who Brought Down the White House)
- 2018: 7 Tage in Entebbe (7 Days in Entebbe)
- 2018: Deadpool 2
- 2018: White Boy Rick
- 2018: Mogli: Legende des Dschungels (Mowgli: Legend of the Jungle, Stimme)
- 2018: Vice – Der zweite Mann (Vice)
- 2019: Feedback – Sende oder stirb (Feedback)
- 2019: The Professor and the Madman
- 2019: Fast & Furious: Hobbs & Shaw (Fast & Furious Presents: Hobbs & Shaw)
- 2019: Rebellion der Magier (Abigail)
- 2019: Pets United
- 2019: The Gentlemen
- 2021: The Virtuoso
- 2021: Cash Truck (Wrath of Man)
- 2021: Flag Day
- 2021: Charlotte
- 2022: Operation Fortune (Operation Fortune: Ruse de Guerre)
- 2022: The Contractor
- 2022: Ray Donovan: The Movie (Fernsehfilm)
- 2022: Choose or Die
- 2022: Vesper Chronicles (Vesper)
- 2023: Fair Play
- 2023: Firebrand
- 2023: The Winter King (Fernsehserie, zwei Folgen)
- 2024: Back to Black
- 2024: Franklin (Miniserie)
- 2024: Heartstopper (Fernsehserie, drei Folgen)
- 2024: Supacell (Fernsehserie, zwei Folgen)

## Preise und Nominierungen
- 2004: London Critics’ Circle Film Award – als Bester britischer Nebendarsteller für Vera Drake
- 2008: Chlotrudis Award – als Bester Nebendarsteller für Happy-Go-Lucky
- 2008: National Society of Film Critics Award – als Bester Nebendarsteller für Happy-Go-Lucky
- 2008: London Critics’ Circle Film Award – als Bester britischer Nebendarsteller für Happy-Go-Lucky
- 2008: Nominierung für den Detroit Film Critics Society Award – als Bester Nebendarsteller für Happy-Go-Lucky
- 2008: Nominierung für den New York Film Critics Circle Award – als Bester Nebendarsteller für Happy-Go-Lucky
- 2008: Nominierung für den Women Film Journalists Awards – als Bester Nebendarsteller für Happy-Go-Lucky